# Astragalus gigantostegius
Astragalus gigantostegius es una especie de planta del género Astragalus, de la familia de las leguminosas, orden Fabales.

## Distribución
Astragalus gigantostegius se distribuye por Turquía.

## Taxonomía
Fue descrita científicamente por D. Podlech. Fue publicada en Sendtnera 6: 154 (1999).